# Limocar
 (mai 2011).
Si vous disposez d'ouvrages ou d'articles de référence ou si vous connaissez des sites web de qualité traitant du thème abordé ici, merci de compléter l'article en donnant les références utiles à sa vérifiabilité et en les liant à la section « Notes et références ».
Limocar est une bannière de Transdev œuvrant dans le transport par autocar au Québec. Elle dessert les régions de la Montérégie et de l'Estrie en effectuant la liaison Montréal-Sherbrooke.

## Historique
En 1976, Claude St-James acquiert "Les Autobus Provencher", aussitôt renommé "Autobus La Sapinière". À cette époque, la flotte de véhicules compte un autobus Prévost 1968, trois autobus General Motors PD 4104 dont deux 1954 et un 1956, trois autobus de ville et dix-huit autobus scolaires refaits à neuf.
C'est en 1979 que l'historique du Groupe Limocar débute vraiment. En effet, Monsieur St-James achète la compagnie Trans-Car et la même année, fusionne ses deux entreprises avec « Les autobus St-Denis » alors propriété de Monsieur Michel Laroche. À la suite de cette fusion, l'entreprise change de nom pour devenir « Autobus de l'Estrie ».
Les années 1984-1985 marquent la fusion avec "Les Autobus G. Ashby" ainsi que la naissance du Groupe de gestion Limocar qui est le fruit de fusions et acquisitions de sept compagnies québécoises. Le siège social est alors établi à Sherbrooke. Cette même année, Mécano-Bus de l'Estrie est créée. Cette nouvelle division se consacre à l'entretien et à la réfection des autobus.
En 1988, Limocar perce dans le transport en commun en achetant la division actuelle de Limocar Basses-Laurentides située à Boisbriand. Cette division opère actuellement plusieurs circuits du CIT Laurentides, en compagnie de Autobus Robert Paquette, Autobus Deux-Montagnes et Transcobec. L'achat d'un permis de la compagnie Voyageur permet, en 1986, la création de Limocar Laurentides qui offrira alors le service interurbain entre Montréal et Mont-Laurier.
En 1991, Limocar de la Vallée est créée. Cette nouvelle division de transport en commun est fondée afin d'offrir le service de transport en commun pour le CIT de la Vallée du Richelieu.
Le 18 janvier 1993, Limocar fonde sa compagnie de transport nolisé "Limocar Estrie enr."
Toujours en 1993, la compagnie "Limocar des Milles-Iles" est créée à Fabreville et offre du transport scolaire auprès de différentes commissions scolaires de la rive nord de Montréal. Cette division sera revendue quelques années plus tard.
En 1995, le Groupe Limocar déménage son siège social à Laval.
En 1999, Limocar acquiert la compagnie "C. Monette & Fils" sise à Delson. Cette nouvelle division offre des services de transport d'écoliers pour les commissions scolaires Riverside et Grande Seigneurie en Montérégie ainsi que des services de transport en commun pour le CIT Roussillon.
En février 2002, Limocar se porte acquéreur des permis de "Autocar National" et fonde la compagnie "Limocar Estrie Inc.". Cette nouvelle division offrira le service interurbain entre Montréal et Sherbrooke ainsi que les services Sherbrooke-Québec et Sherbrooke-Trois Rivières.
En 2003, à la suite du non-renouvellement du contrat de transport en commun du CIT Roussillon, "C. Monette et Fils" devient "Limocar Roussillon" et fait l'acquisition de nombreux circuits scolaires et ajoute la commission scolaire Marie-Victorin à ses clients.
En 2005, Limocar procède à une restructuration majeure et vend ses permis de transport nolisé, ses services interurbains entre Montréal et Mont-Laurier ainsi que sa division de Mont-Tremblant. Les routes Sherbrooke-Québec et Sherbrooke-Trois Rivières et les nolisés furent vendus aux autocars ADS. Toujours en 2005, Limocar de la Vallée aménage dans ses nouvelles installations de Beloeil.
En 2006, le siège social de Limocar déménage à Boisbriand. Limocar Basses-Laurentides aménage dans ses nouvelles installations de Boisbriand et Limocar Roussillon aménage dans ses nouveaux locaux de Saint-Philippe.
En 2007, les actions de Limocar sont vendues au groupe européen Transdev. Cette transaction deviendra effective le 1er juillet 2007.
En 2009, Transdev Canada, acquiert l'ensemble des activités de Autobus Auger situé à Châteauguay et de Médicar situé à Montréal.

## Flotte de véhicules

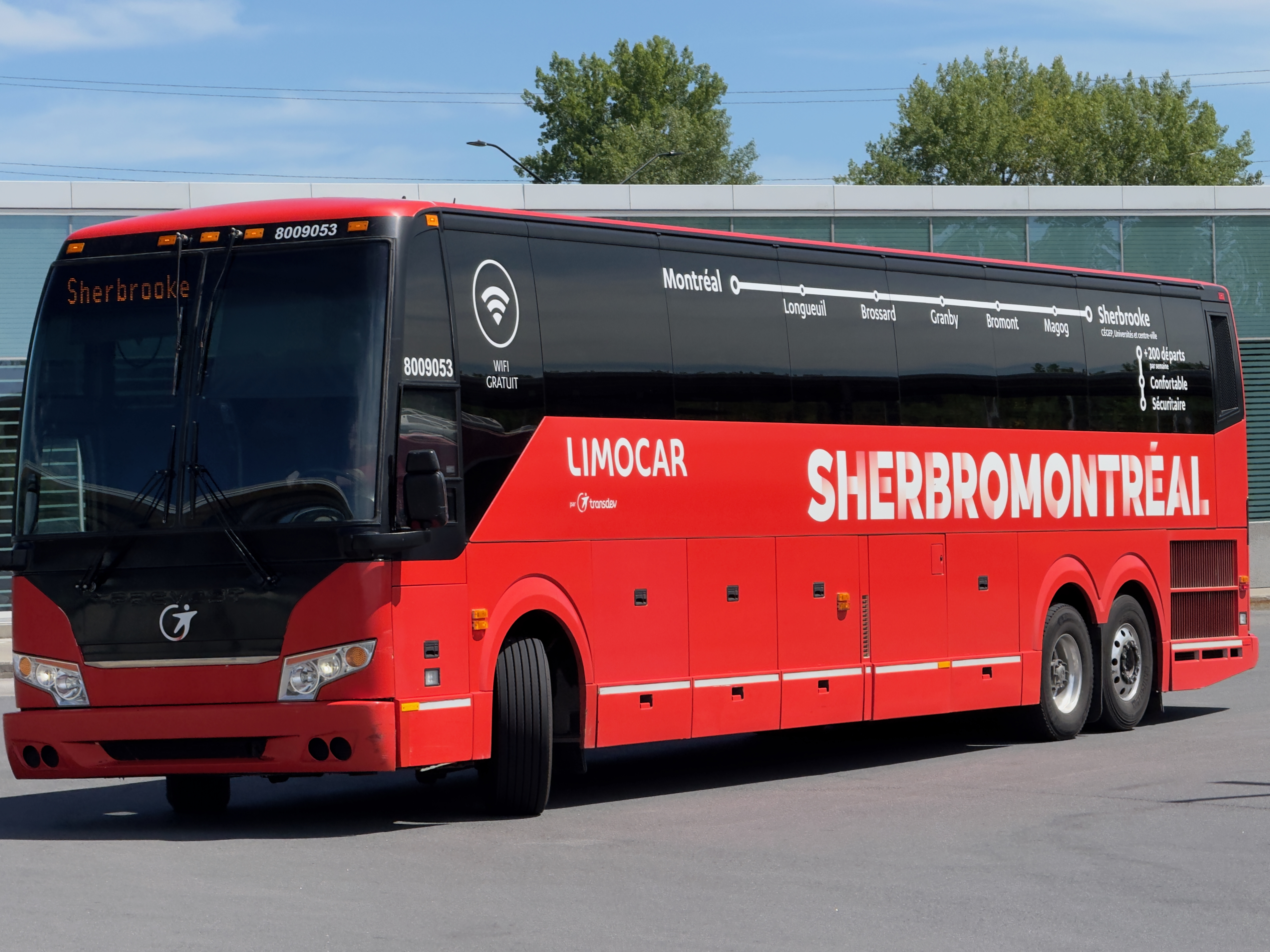
Un autocar de Limocar au Terminus Brossard.

Transdev Limocar possède environ 600 véhicules modernes établis sur le transport interurbain, urbain, scolaire et adapté.

### Transport interurbain
- Prévost LeMirage XL
- Prévost LeMirage XL-45
- Prévost H3-45
- Motor Coach industries J4500

### Transport urbain
- Nova bus Classic
- Nova bus RTS
- Nova bus LFS
- Transcar Classic